# Musée du Tapis (Téhéran)
Le musée du Tapis est un musée à Téhéran, en Iran, fondé en 1976 qui présente une variété de tapis persans, datant du XVIIIe siècle jusqu'à nos jours.
Il occupe une superficie de 3 400 m² en bordure du Parc Laleh. Sa bibliothèque compte plus de 7 000 livres.

## Galerie

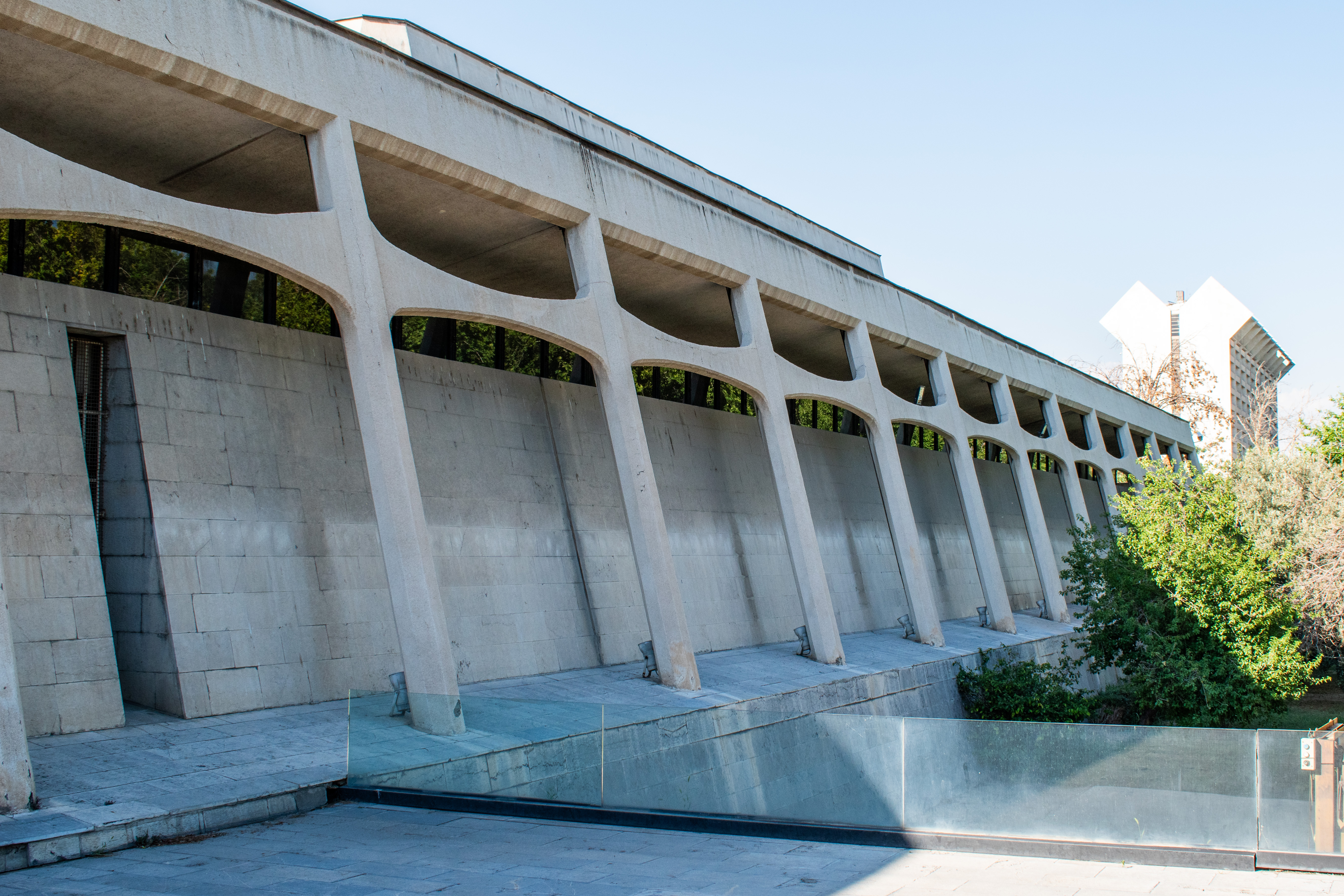
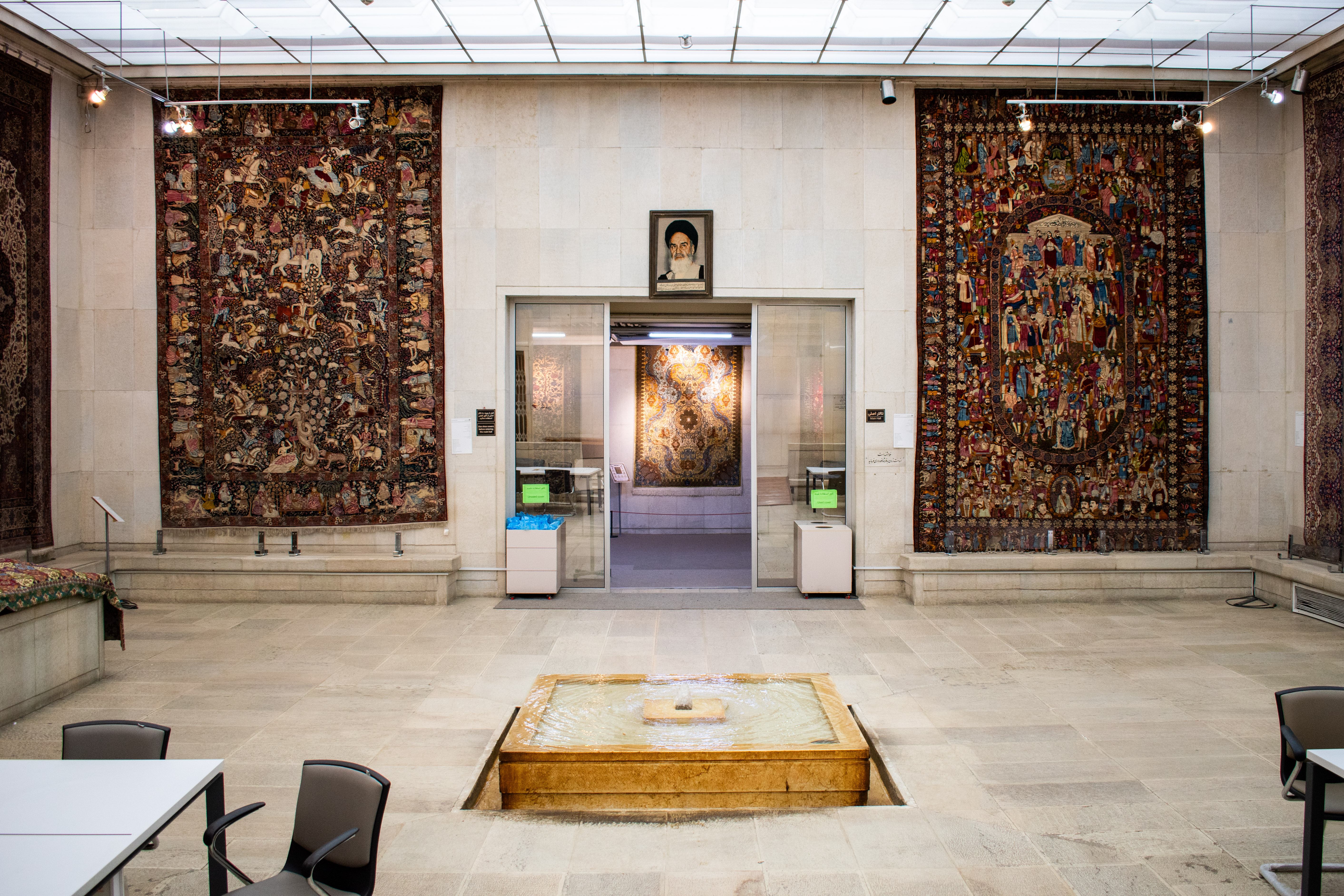
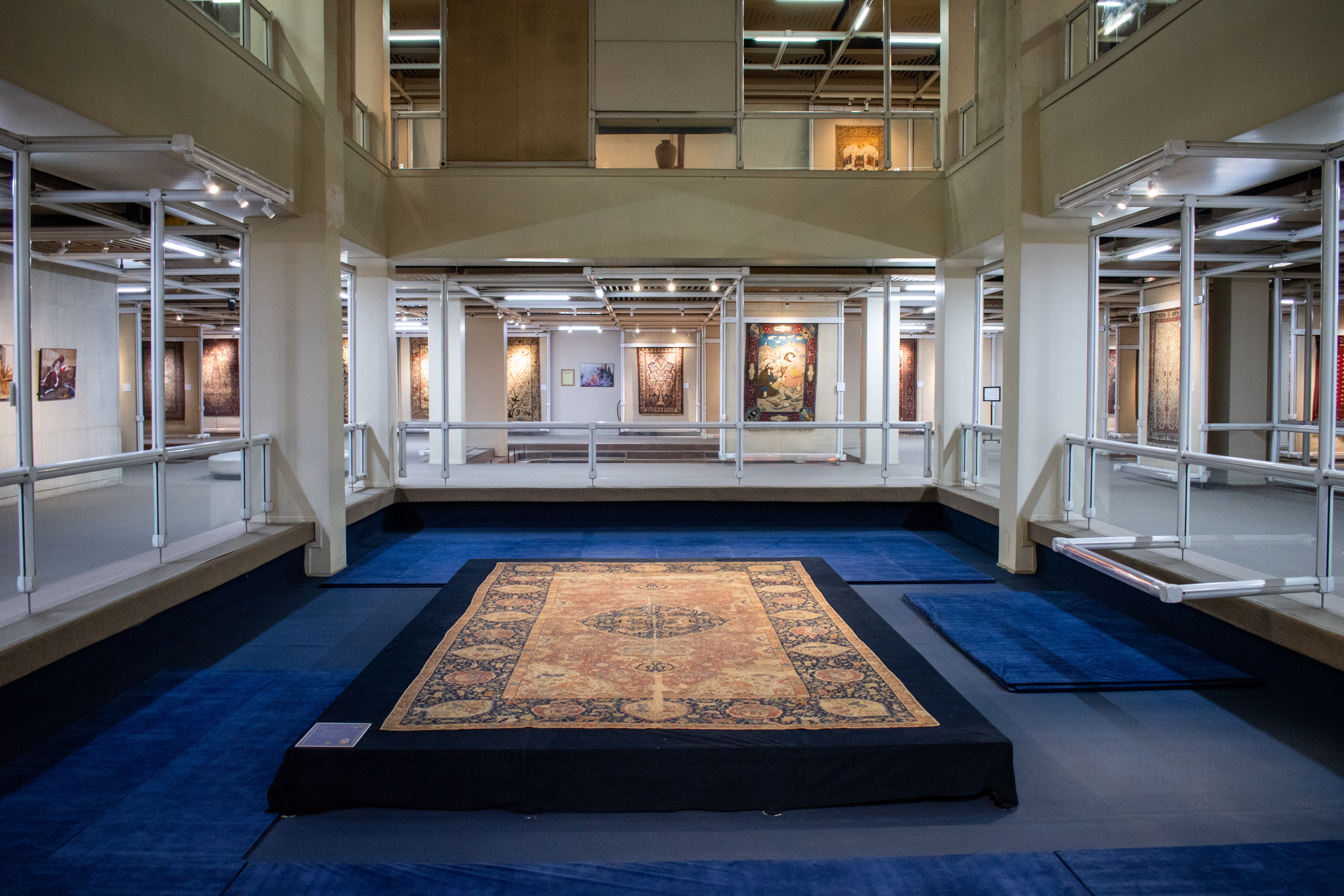
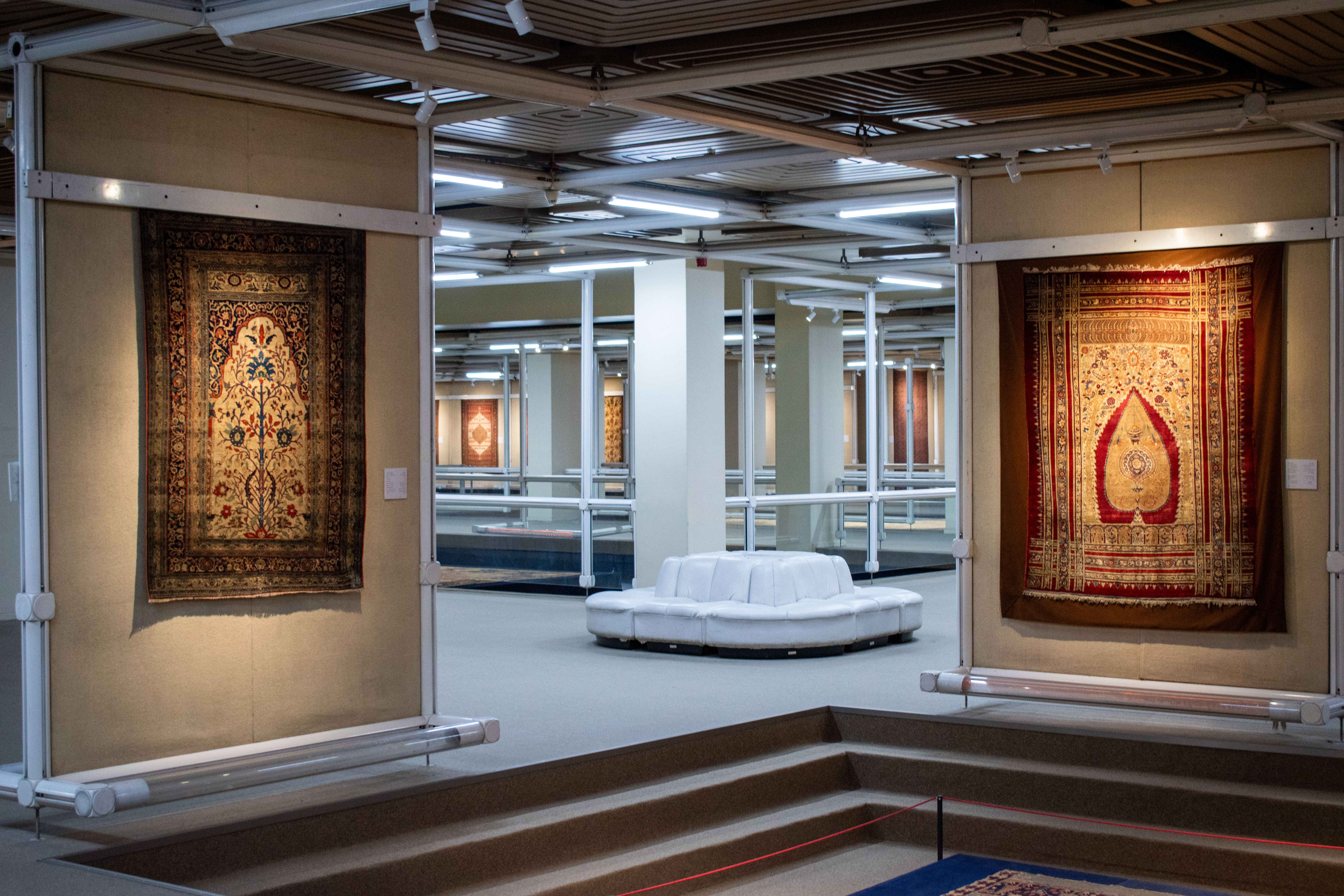
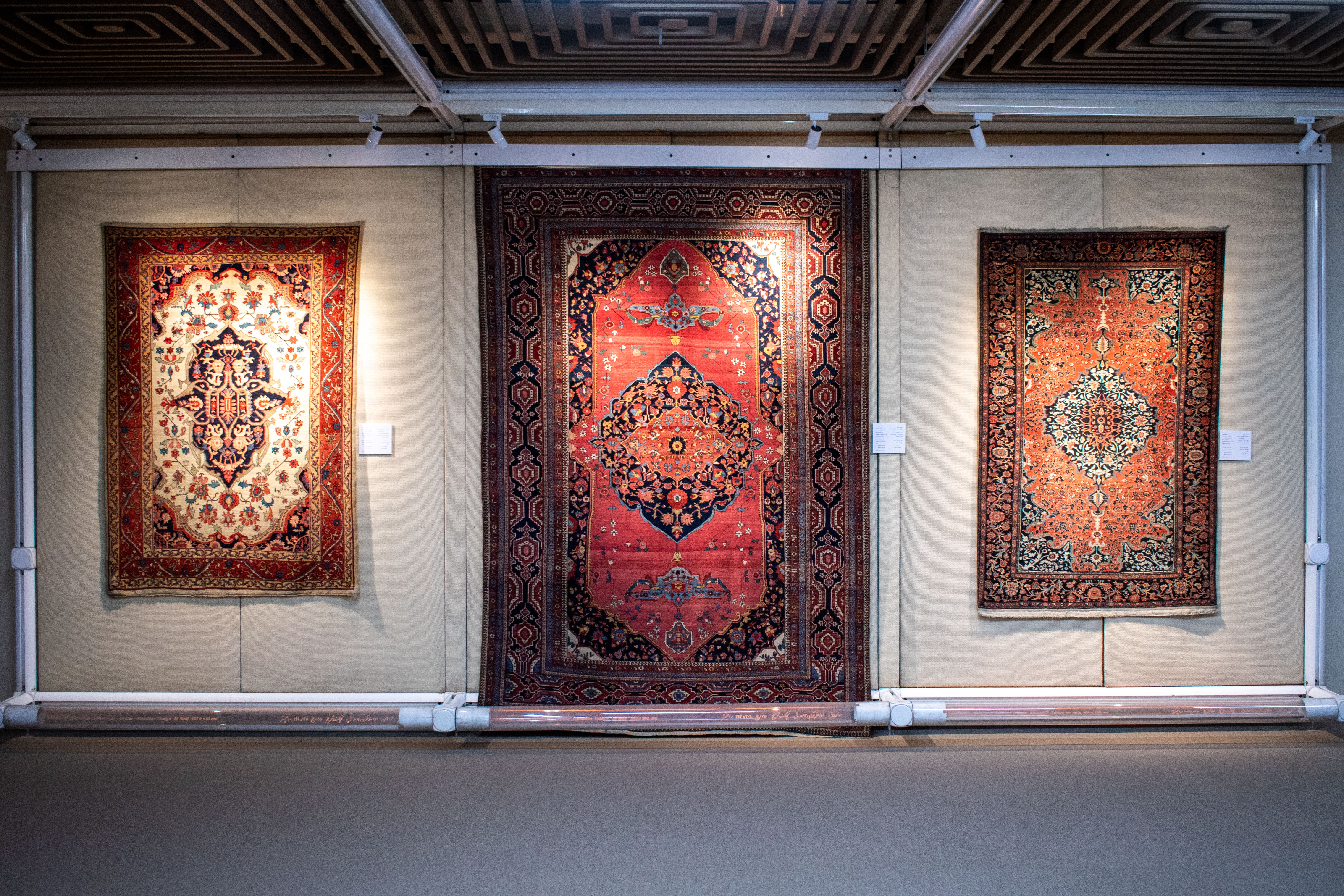
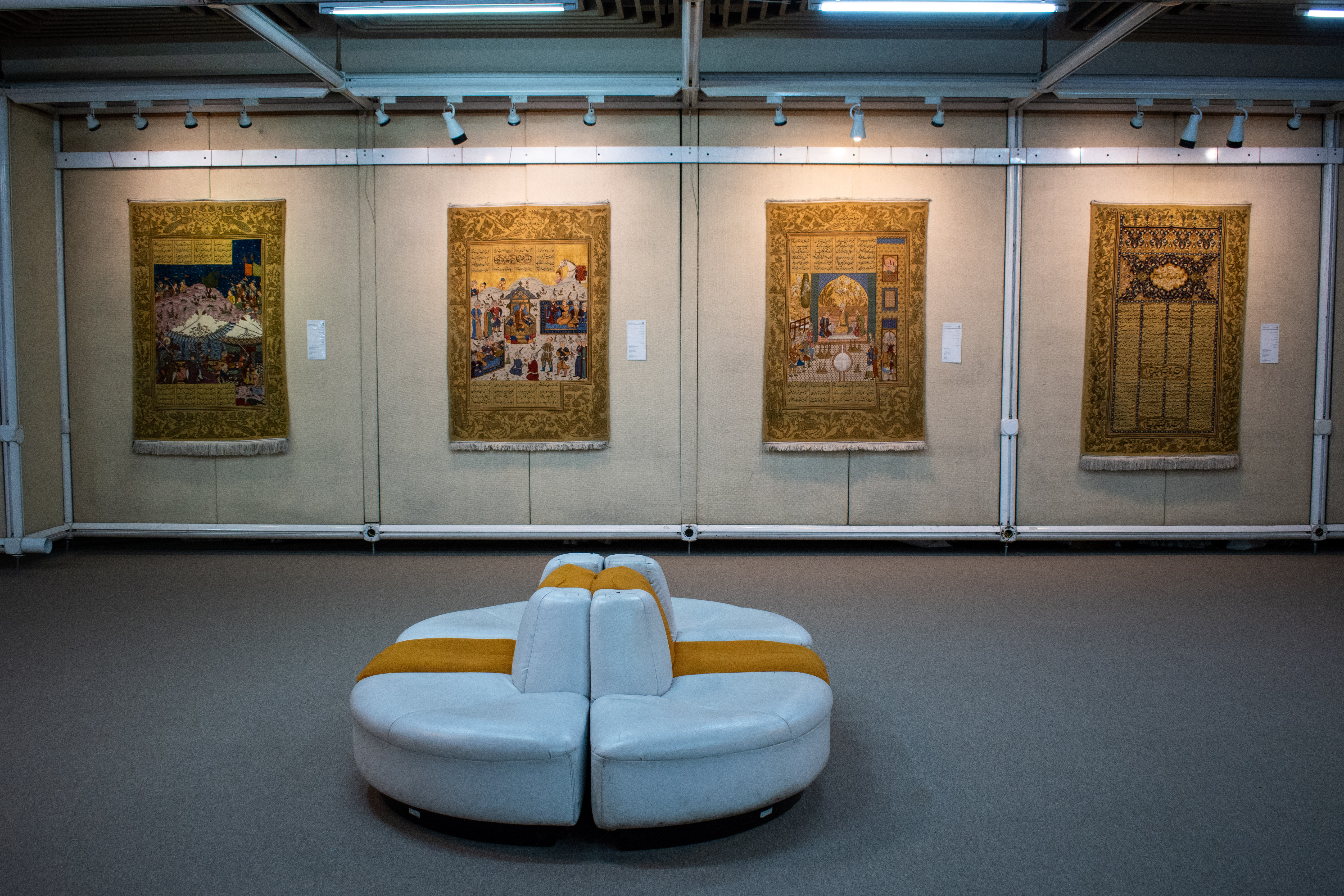